# Carmina Burana (Orff)
Carmina Burana – kantata sceniczna Carla Orffa, oparta na średniowiecznym zbiorze pieśni Carmina Burana (Codex buranus). W 1937 Orff dokonał wyboru części tekstów i skomponował na ich podstawie kantatę sceniczną Carmina Burana, utwór na orkiestrę, chór i głosy solowe. Orff zdecydował się napisać muzykę całkiem od nowa, mimo że niektóre utwory zawierają też zapis muzyczny w postaci neum, który został częściowo odczytany.
Utwór przeznaczony jest na ogromny aparat wykonawczy, składający się z orkiestry symfonicznej z rozbudowaną sekcją instrumentów perkusyjnych (m.in. dwa zestawy kotłów czy charakterystyczne kastaniety w Tempus est iocundum) i dwoma fortepianami, chóru mieszanego (podzielonego na 8 głosów), chóru chłopięcego i solistów (baryton, tenor, sopran).

## Wykonania
Carmina Burana to prawdopodobnie najbardziej znany utwór muzyczny skomponowany w Niemczech w okresie nazistowskim. Prawykonanie odbyło się w Operze Frankfurckiej 8 czerwca 1937 roku w inscenizacji Oscara Wälterlina; sukces dzieła spowodował szybko otrzymanie przez Orffa zleceń na inne utwory. Początkowo kompozycja była potępiana przez niemieckich krytyków jako dzieło „zdegenerowane”, jednak później została entuzjastycznie przyjęta przez nazistów jako hołd wczesnemu przejawowi „kultury aryjskiej”. Po wojnie utwór zyskiwał coraz większą popularność, w latach 60. XX w. wszedł do międzynarodowego kanonu muzyki poważnej.
Premiera polska dzieła miała miejsce w 1963 r. w Łodzi.
W latach 90. XX w. fragmenty kantaty wykorzystały m.in. Enigma, Era, Therion, In Extremo oraz Corvus Corax.
Fragment otwierający Carmina Burana – „O Fortuna” – chętnie wykorzystywany jest, przeważnie przez zespoły heavymetalowe, jako wstęp lub zakończenie utworu czy płyty. M.in. przez zespoły: Pretty Maids na płycie Red, Hot and Heavy (1984), Sepultura na Morbid Visions (1986), Vital Remains na Dechristianize (2002), Ministry na płycie Houses of the Molé (2004), a także Iced Earth we wstępie do albumu Night of the Stormrider (1992). W Budapeszcie zorganizowano spektakl laserowy oparty na Carmina Burana w Lasertheater. Był on wyświetlany w latach 1995–2010.
14 grudnia 2008 na scenie Opery Śląskiej w Bytomiu miała miejsce premiera kantaty Orffa w inscenizacji i reżyserii Roberto Skolmowskiego. Przedstawienie zostało nagrodzone Złotą Maską 2008 r. w 4 kategoriach: 
- Przedstawienie Roku 2008
- Reżyseria: Roberto Skolmowski
- Scenografia: Radek Dębniak
- Rola wokalno-aktorska: Karina Skrzeszewska

## Części utworu
Utwór zbudowany jest w formie kantaty. Dzieli się na trzy części; całość otwiera i zamyka chór „O Fortuna”.
Fortuna Imperatrix Mundi
1. „O Fortuna” (chór, orkiestra)
2. „Fortune plango vulnera” (chór, orkiestra)
I część, Primo vere, mówi o budzeniu się wiosny, która rozbudza tęsknotę za miłością.
3. „Veris leta facies” (chór (coro piccolo), orkiestra)
4. „Omnia sol temperat” (baryton, orkiestra)
5. „Ecce gratum” (chór, orkiestra)
6. „Tanz” (orkiestra, flet solo)
7. „Floret silva nobilis” (chór, orkiestra)
8. „Chramer, gip die varwe mir” (chór, orkiestra)
9. „Reie” (orkiestra, chór tutti i coro piccolo)
10. „Were diu werlt alle min” (chór, orkiestra)
II część, In taberna, wysławia przyjemności życia, a jej zakończeniem jest hymn do Bachusa.
11. „Estuans interius” (baryton, orkiestra)
12. „Olim lacus colueram” (fagot solo, tenor, orkiestra, chór męski)
13. „Ego sum abbas” (baryton, orkiestra, chór męski)
14. „In taberna quando sumus” (chór męski, orkiestra)
III część, Cour d’Amours, czyli gra miłosna; jej kulminacją jest pochwała bogini miłości, Wenus.
15. „Amor volat undique” (chór chłopięcy, sopran, orkiestra)
16. „Dies, nox et omnia” (baryton, orkiestra)
17. „Stetit puella” (sopran, orkiestra)
18. „Circa mea pectora” (baryton, orkiestra, chór)
19. „Si puer cum puellula” (soli brevi: 3 tenory, baryton, 2 basy) – a cappella
20. „Veni, veni, venias” (chór (coro doppio), orkiestra)
21. „In truitina” (sopran, orkiestra)
22. „Tempus est iocundum” (chór, orkiestra, baryton, chór chłopięcy, sopran)
23. „Dulcissime” (sopran, orkiestra)
24. „Ave formosissima” (chór, orkiestra)
Fortuna Imperatrix Mundi
25. „O Fortuna” (chór, orkiestra)